# Juan Carlos Anderson
Juan Carlos Anderson, född 9 januari 1913, död 12 september 2005, var en argentinsk friidrottare. Han deltog vid olympiska sommarspelen 1936.